# Малый Жужгес
Малый Жужгес (удм. Кечгурт) — деревня в Увинском районе Удмуртии на реке Нылга, входит в Жужгесское сельское поселение. Находится в 30 км к югу от посёлка Ува и в 56 км к западу от Ижевска.